# Ukliješteni meandar
Ukliješteni meandar je meandar, čija riječna dolina u poprečnom profilu ima karakter klisure ili kanjona.
Ukliješteni meandri predstavljaju izuzetan primjer naglog pojačanja vertikalne fluvijalne erozije. Naime, rijeka je nekada bila razvijena na znatno višoj razini, gdje je imala normalnu dolinu, sa širokim dnom, po kojem je migrirala i slobodno formirala meandre. Zbog naglog pojačanja vertikalne erozije, rijeka nije imala vremena da ispravi svoje korito. Usjecanje je nastavljeno po meandru, pa je taj dio doline dobio karakter klisure.